# Poe Toaster

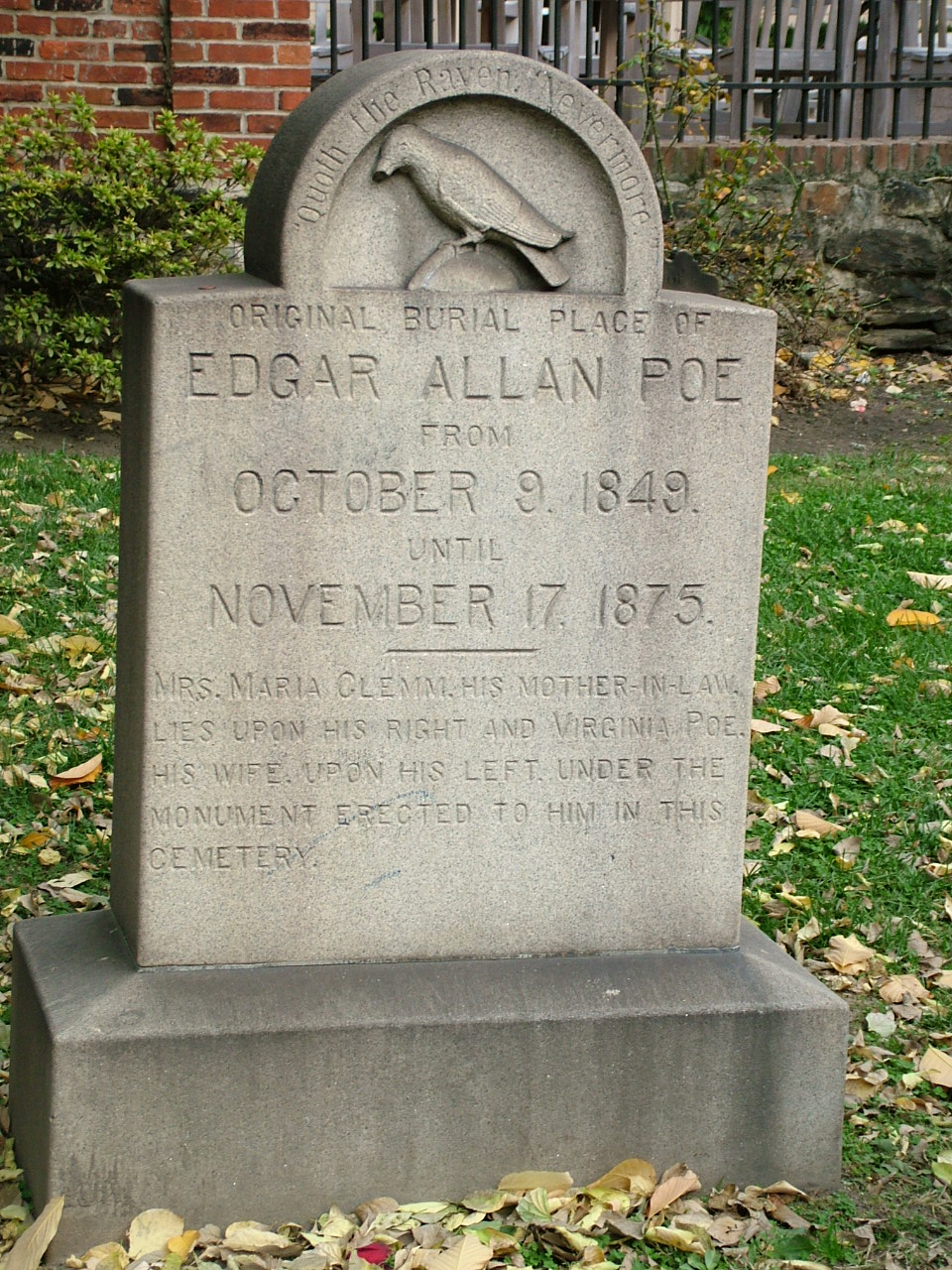
Poe Toaster a făcut o vizită discretă la cenotaful care marchează locul mormântului original al lui Poe, în Baltimore, în fiecare 19 ianuarie, timp de cel puțin 60 de ani.

Poe Toaster este porecla atribuită de mass-media unei persoane neidentificate (sau, posibil, mai multor persoane care au succedat de-a lungul timpului) care, timp de câteva decenii, a adus anual un omagiu scriitorului american Edgar Allan Poe, vizitând cenotaful care marchează mormântul său original din Baltimore, Maryland. Această vizită avea loc în primele ore ale dimineții zilei de 19 ianuarie, ziua de naștere a lui Poe. Figura misterioasă, îmbrăcată complet în negru, purta o pălărie cu boruri largi și un fular alb. În cadrul ritualului, își turna un pahar de coniac (deși există relatări care menționează și alte băuturi, precum vișinată, Amontillado⁠(d) sau scotch whisky) și ridica un toast în memoria lui Poe. După aceasta, dispărea în noapte, lăsând în urmă trei trandafiri aranjați într-o dispunere distinctivă și sticla neterminată de băutură. Spectatorii se adunau anual în speranța de a-l zări pe enigmaticul Toaster, care evita publicitatea și era rar văzut sau fotografiat.
Conform martorilor oculari și notelor lăsate în anii ulteriori, Poe Toaster-ul original ar fi început această tradiție anuală din anii 1930 (deși nu a fost raportată public până în 1950) și a continuat-o până la moartea sa în 1998, când tradiția ar fi fost preluată de un „fiu”. Unele dintre notele lăsate de Toaster-ul de după 1998 au fost controversate. În 2010, Poe Toaster nu a mai apărut, iar absențele din 2011 și 2012 au marcat sfârșitul unei tradiții de 75 de ani. Totuși, în 2016, Societatea Istorică din Maryland a selectat un nou „Toaster” pentru a reînvia această tradiție.

## Istorie

### Origini
Edgar Allan Poe, faimosul autor american, a murit în Baltimore, Maryland, pe 7 octombrie 1849, în circumstanțe misterioase. Tradiția Poe Toaster ar fi început în anii 1930, conform unor martori, și a continuat anual până în 2009.
În fiecare an, în primele ore ale dimineții de 19 ianuarie, o persoană îmbrăcată în negru, purtând un baston cu vârf de argint și cu fața acoperită de un fular sau o glugă, intra în Westminster Hall and Burying Ground din Baltimore. La mormântul original al lui Poe—marcat de o piatră comemorativă—Toaster-ul își turna un pahar de coniac Martell și ridica un toast. Apoi, plasa trei trandafiri roșii într-o configurație distinctă pe monument și pleca, lăsând în urmă sticla neterminată de coniac.
Se crede că cei trei trandafiri reprezintă pe Poe, soția sa Virginia Eliza Poe și soacra sa Maria Clemm, toți fiind înhumați inițial în acel loc. Semnificația coniacului nu este clară, deoarece această băutură nu apare în operele lui Poe (așa cum, de exemplu, ar fi fost cazul amontillado-ului); totuși, o notă lăsată în 2004 sugera că tradiția coniacului ar fi legată mai degrabă de familia Toaster-ului decât de Poe însuși. Mai multe sticle de coniac lăsate la mormânt sunt păstrate acum la Casa și Muzeul Edgar Allan Poe din Baltimore.
În fiecare an, un grup variabil de reporteri și entuziaști ai lui Poe observau acest eveniment. O fotografie, care se presupune că ar fi surprins Toaster-ul, a fost publicată în revista Life în 1990.

### Note

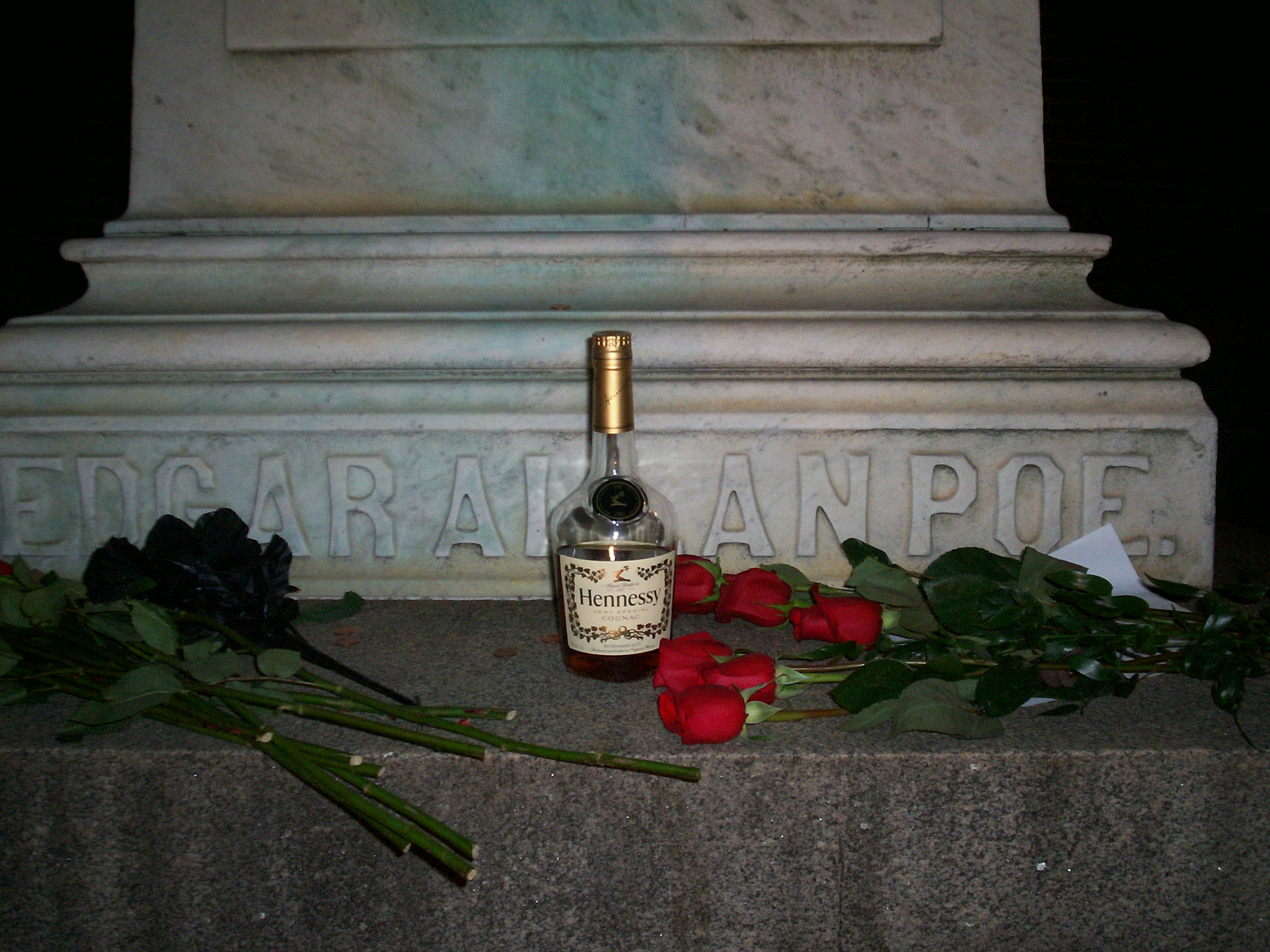
Coniac și trandafiri au fost găsiți la mormântul actual (după 1875) al lui Poe pe 19 ianuarie 2008, probabil lăsate de un imitator, care a folosit în loc de Martell.

### Evenimentele premergătoare bicentenarului lui Poe
În 2006, un grup de spectatori a încercat fără succes să descopere cum reușea Poe Toaster să intre în cimitir în fiecare an. Spectatorii nu au intervenit niciodată în ritualul Toaster-ului, iar eforturile de a-l identifica au fost rare.
În 2007, Sam Porpora, un bărbat de 92 de ani și fost istoric al Bisericii Westminster⁠(d) din Baltimore, a susținut că el ar fi inițiat tradiția Poe Toaster în anii 1960 ca o „cascadorie publicitară” pentru a revitaliza biserica și comunitatea. Porpora a afirmat că a mințit în mod deliberat unui reporter, spunându-i că vizitele ar fi început în 1949. Totuși, rapoarte despre vizitele Toaster-ului existau înainte de anii 1960; de exemplu, un articol din 1950 din Baltimore Evening Sun menționează „un cetățean anonim care se strecoară anual pentru a lăsa o sticlă lângă piatra funerară.”
Fiica lui Porpora a declarat că nu auzise niciodată de acțiunile tatălui său, dar a recunoscut că povestea era în ton cu „firea sa jucăușă.” Totuși, Jeff Jerome și Jeff Savoye de la Societatea Edgar Allan Poe au ridicat semne de întrebare cu privire la veridicitatea poveștii lui Porpora, dar nu au putut-o infirma complet. Porpora a recunoscut ulterior că altcineva, a cărui identitate nu o cunoștea, continuase tradiția anuală.
În 2008, Jerome a raportat că aproape 150 de persoane s-au adunat pentru a urmări apariția Toaster-ului. În 2009, la aniversarea bicentenarului nașterii lui Poe, mulțimea a fost mai mică decât în anii anteriori, iar Toaster-ul nu a lăsat nicio notă.

### Sfârșitul tradiției originale
În 2010, Poe Toaster nu a mai apărut. Jerome, care fusese martor la fiecare vizită începând din 1976, nu avea nicio explicație, dar a speculat că bicentenarul din 2009 ar fi fost un moment potrivit pentru a încheia tradiția.
La aniversarea din 2011, patru impostori—denumiți imediat „faux Toasters”—au încercat să imite tradiția, dar niciunul nu a respectat semnalul secret pe care doar Jerome îl cunoștea, iar trandafirii nu au fost aranjați corect. Aceasta a generat o dezbatere: unii doreau ca tradiția să se încheie demn, în timp ce alții susțineau că ar trebui să continue, chiar și prin imitatori.
În 2012, din nou, nimeni nu a apărut. Jerome a declarat oficial că tradiția Poe Toaster s-a încheiat.

### Renașterea tradiției
În 2015, Societatea Istorică din Maryland a organizat o competiție pentru a selecta un nou Toaster. Noul Toaster și-a făcut prima apariție în public pe 16 ianuarie 2016, cu trei zile înainte de aniversarea lui Poe. Purtând îmbrăcămintea tradițională, acesta a cântat „Danse macabre⁠(d)” la vioară, a ridicat paharul de coniac și a așezat trandafirii, respectând ritualul clasic.

## În cultura populară
Misterul Poe Toaster a inspirat apariții în cărți, documentare și alte forme de media. Romanul „In a Strange City” (2001) de Laura Lippman⁠(d) include două personaje Poe Toaster. Piesa audio „The Poe Toaster Not Cometh” (2011) sugerează că Toaster-ul este un contemporan al lui Poe, care a supraviețuit secole prin metode oculte.
Misterul Poe Toaster a fost prezentat și într-un episod din Creepy Canada⁠(d), împreună cu relatări despre circumstanțele morții lui Poe și zvonurile legate de fantoma sa, care ar bântui Westminster Hall și Cimitirul.